# Melanobombus
Melanobombus es un subgénero de abejorros perteneciente al género Bombus.

## Hábitat y distribución
Se distribuyen por el oeste de Marruecos, por toda Europa por toda la costa del mar Negro y por toda Asia excepto por la India, Afganistán, la zona central norte de Rusia y Pakistán. Habitan en pastizales de alta montaña, praderas de montaña, praderas abiertas, hábitats semidesértico, junto con algunas especies muy grandes (B. eximius, B. rufipes) de bosques tropicales de montaña.

## Alimentación
Son abejorros de lengua corta, mediana u ocasionalmente larga. Visitan flores poco profundas o profundas. Algunas especies de este subgénero pueden tener una preferencia particular por las inflorescencias compuestas, como las de los Compositae. También proporcionan una polinización por zumbido.

## Anidación
Anidan bajo tierra. No crean bolsillos. Melanobombus incluye algunas especies de bosques tropicales de montaña que crean colonias que pueden persistir más de un año.

## Reproducción
Los machos de muchas especies patrullan circuitos creados por marcas de olor. Los machos de algunas especies tienen ojos compuestos agrandados en relación con las hembras y revolotean o se posan antes de salir a la carrera en busca de posibles parejas. Estas especies pueden ser verdaderamente territoriales.

## Especies

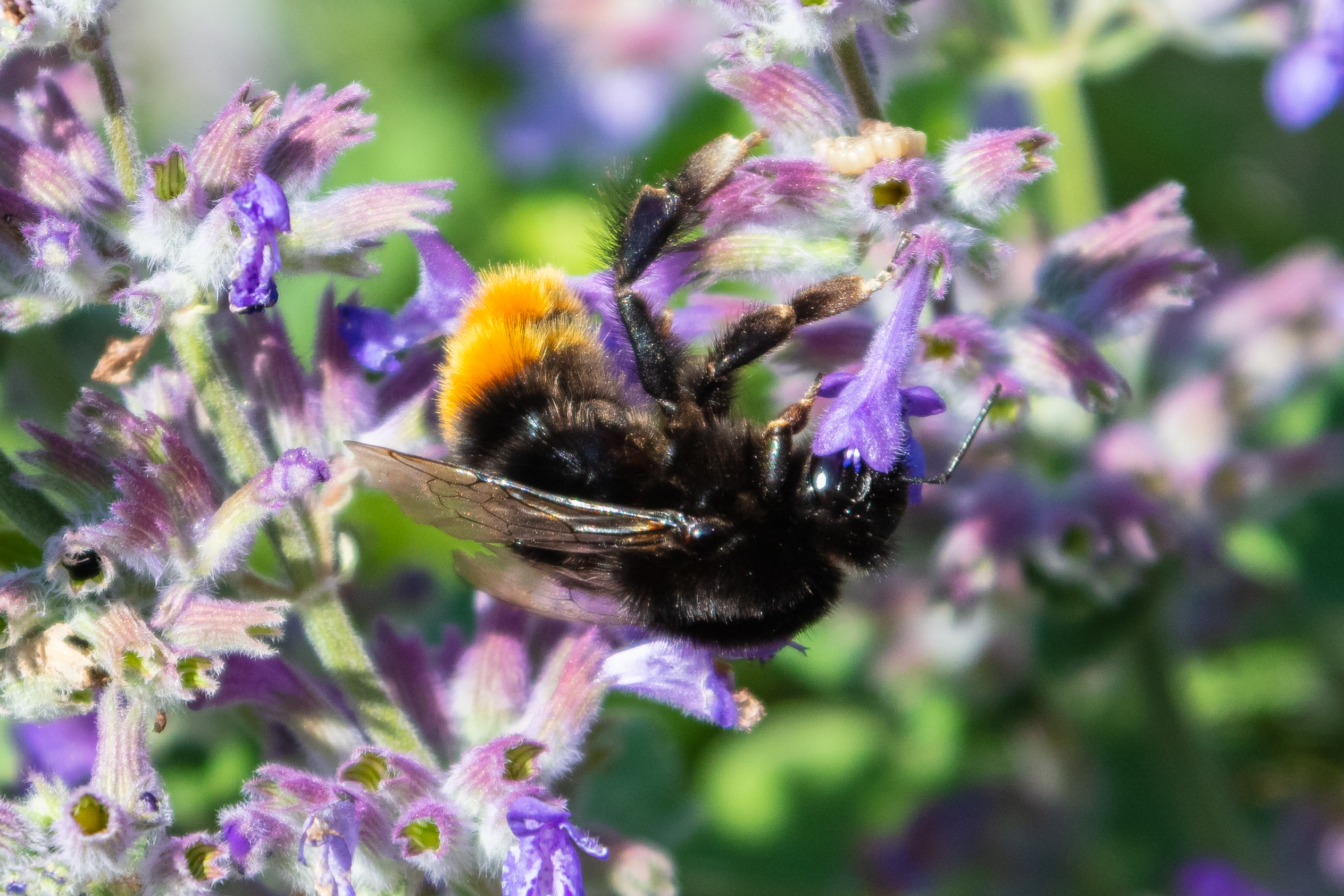
Bombus lapidarius.

- Bombus caucasicus
- Bombus eximius
- Bombus festivus
- Bombus formosellus
- Bombus friseanus
- Bombus incertus
- Bombus keriensis
- Bombus ladakhensis
- Bombus lapidarius
- Bombus miniatus
- Bombus pyrosoma
- Bombus qilianensis Williams, 2020
- Bombus richardsiellus
- Bombus rufipes
- Bombus rufofasciatus
- Bombus semenovianus
- Bombus sichelii
- Bombus simillimus
- Bombus tanguticus
- Bombus tibeticus Williams, 2020